# Emil Espensen
Emil Espensen (17 de octubre de 1991) es un deportista danés que compitió en remo.
Ganó dos medallas en el Campeonato Mundial de Remo, en los años 2015 y 2016, y una medalla de plata en el Campeonato Europeo de Remo de 2016.

## Palmarés internacional
| Campeonato Mundial | Campeonato Mundial      | Campeonato Mundial | Campeonato Mundial     |
| Año                | Lugar                   | Medalla            | Prueba                 |
| ------------------ | ----------------------- | ------------------ | ---------------------- |
| 2015               | Aiguebelette (Francia)  | Medalla de bronce  | Cuatro scull ligero    |
| 2016               | Róterdam (Países Bajos) | Medalla de plata   | Dos sin timonel ligero |
| Campeonato Europeo |                         |                    |                        |
| Año                | Lugar                   | Medalla            | Prueba                 |
| 2016               | Brandeburgo (Alemania)  | Medalla de plata   | Dos sin timonel ligero |